# 広島県道345号上徳良久井線
広島県道345号上徳良久井線（ひろしまけんどう345ごう かみとくらくいせん）は、広島県三原市を通る一般県道である。

## 概要
三原市大和町上徳良から三原市久井町下津に至る。三原市久井町羽倉では新道（国道486号重用・小林経由）と旧道（県道指定未解除）に分かれる。
1993年（平成5年）の国道486号昇格と1994年（平成6年）の主要地方道再編成の結果、三原市久井町下津 - 三原市久井町小林間の広島県道60号久井福富線（1994年（平成6年）廃止）が本路線に編入された。

### 路線データ
- 起点：三原市大和町上徳良（広島県道154号大和久井線交点）
- 終点：三原市久井町下津（久井町下津交差点、広島県道25号三原東城線交点）

## 路線状況

### 重複区間
- 国道486号（新道側：三原市久井町小林 - 三原市久井町羽倉）

## 地理

### 通過する自治体
- 三原市

### 交差する道路
| 交差する道路                     | 交差する場所 | 交差する場所            |
| -------------------------------- | ------------ | ----------------------- |
| 広島県道154号大和久井線          | 大和町上徳良 | 起点                    |
| 広島県道345号上徳良久井線 / 旧道 | 久井町小林   |                         |
| 国道486号 重複区間起点           | 久井町小林   |                         |
| 国道486号 重複区間終点           | 久井町羽倉   |                         |
| 広島県道345号上徳良久井線 / 旧道 | 久井町羽倉   |                         |
| 広島県道374号羽和泉室町線        | 久井町和草   |                         |
| 広島県道25号三原東城線           | 久井町下津   | 久井町下津交差点 / 終点 |

### 沿線
- 広島県立久井高等学校
- 三原市久井支所
- 三原市立久井小学校
- 三原市立久井中学校